# Alalahti
Alalahti, tidigare Laukujärvi Alalahti, är en by i Jukkasjärvi socken i Kiruna kommun. Byn är belägen vid Kalixälven och sjön Laukkujärvi efter Nikkaluoktavägen söder om Kiruna stad. I december 2020 fanns det enligt Ratsit 14 personer över 16 år registrerade med Alalahti som adress.

## Historia
Byns första fasta bosättning anlades på slutet av 1800-talet av samen Josef Persson Huuva (1864-1923) och hans hustru Karolina Annasdotter (1873-1947) från Laukkuluspa efter att dem blivit av med alla sina renar. Den något avlägsna bydelen Kylvimaa ligger intill byn Laukkuluspa och grundades 1930 av Anna Karolina Olofsson från Kaalasjärvi.